# Staurogyne expansa
Staurogyne expansa är en akantusväxtart som beskrevs av Cornelis Eliza Bertus Bremekamp. Staurogyne expansa ingår i släktet Staurogyne och familjen akantusväxter. Inga underarter finns listade i Catalogue of Life.